# Kastracja

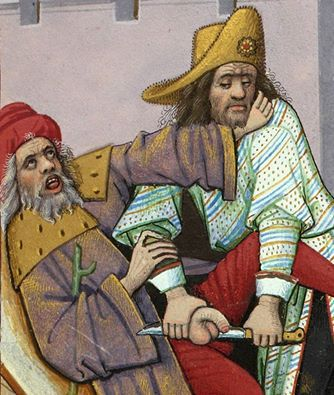
Jowisz kastrujący Saturna, Le Livre des échecs amoureux moralisés ok. 1496–1498 r.

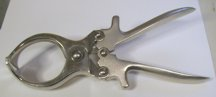
Emaskulator służący do bezkrwawej kastracji

Kastracja, zwana też wytrzebieniem – jedna z metod ubezpłodnienia, polegająca na chirurgicznej amputacji w obrębie zazwyczaj pierwszorzędnych (usunięcie gonad), też łącznie z drugorzędnymi cech płciowych zazwyczaj osobników męskich zwierząt (zarówno domowych, hodowlanych, jak i dzikich) i ludzi. Termin jest też niewłaściwie stosowany w przypadku kuracji farmakologicznej obniżania popędu płciowego u mężczyzn nazywanej kastracją chemiczną. Kastracja powoduje niepłodność, a także zaburzenie funkcjonowania układu hormonalnego. Współcześnie kastracja ludzi jest stosowana w przypadkach onkologicznych (np. rak jądra, rak jajnika). Kastracja była skutecznym sposobem hamowania wzrostu raka prostaty, jednak obecnie leki z grupy analogów gonadoliberyny wyparły kastrację chirurgiczną w tych przypadkach. Kastruje się także osoby poddające się operacji korekty płci.
Mężczyzn poddanych zabiegowi kastracji nazywano i nazywa się kastratami lub eunuchami, trzebieńcami i rzezańcami, choć stosuje się też rozróżnienie na kastratów – mężczyzn z usuniętymi tylko jądrami i eunuchów – z usuniętymi jądrami i prąciem. Słownikowo (według „Słownika języka polskiego” PWN) eunuch to mężczyzna pozbawiony jąder, a kastrat to mężczyzna po kastracji i synonim eunucha.

## Etymologia nazwy
W czasach starożytnych wierzono, że zaatakowany bóbr (łac. castor, od którego pochodzi słowo kastrować) odgryza sobie jądra i porzuca je na przynętę napastnikom, zyskując tym możliwość ucieczki.

## Historia
Według podań pierwszych kastracji dokonano na zlecenie królowej Semiramidy w IX wieku p.n.e., gdyż po śmierci męża miała otaczać się kastratami. Natomiast w Mezopotamii jeńców kastrowano i obcinano im prawą dłoń, ponieważ te części ciała uznawano za symbol męskiej mocy, siły i odwagi. Na dworach bliskowschodnich władców epoki starożytności kastraci zajmowali często wysokie stanowiska państwowe, okresowo byli także wodzami wojsk. Władca perski Cyrus stworzył z eunuchów najbardziej zaufaną straż przyboczną.
W starożytności kastrację stosowano jako sposób terapii różnych chorób, m.in. trądu, podagry, padaczki i chorób psychicznych. W przypadku trądu uzasadnieniem była wyższa zapadalność wśród mężczyzn, stąd chorobę traktowano jako karę za lubieżność.

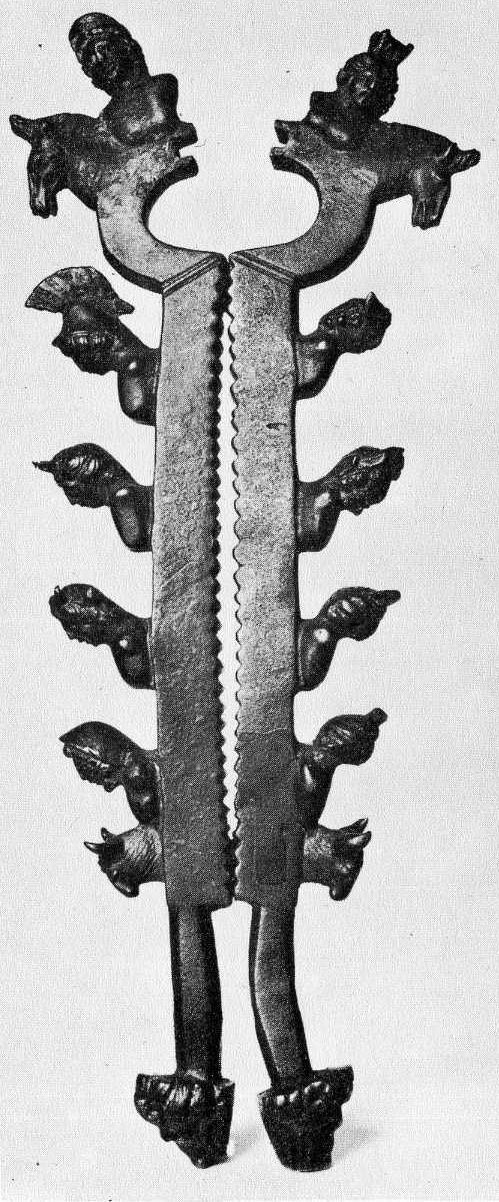
Przyrząd do kastracji kapłanów Kybele

Kastracja była częsta wśród kapłanów bogini Kybele. Według tych wierzeń zakochany w bogini pasterz Attis miał opiekować się jej świątynią, a w zamian miał zostać jej wierny. Gdy nie zdołał dochować wierności, dokonał autokastracji. Kapłani Kybele, zwani gallami podczas Dies sanguinis dokonywali autokastracji, a obcięte narządy rzucali na ziemię, co miało zapewnić jej płodność. Rzymianie przejęli ideę kastracji od ludów bliskowschodnich oraz licznych w cesarstwie wyznawców bogini Kybele. Prawo rzymskie surowo i konsekwentnie zabraniało kastrowania obywateli rzymskich, jednak wobec niewolników podobne zakazy stosowano z nikłym skutkiem. Zakazy takie wprowadzili Domicjan oraz Nerwa. Hadrian zrównał odpowiedzialność zleceniodawcy, sprawcy i ofiary zabiegu, o ile nań przyzwoliła. Zakazy były mało konsekwentne (dopuszczalny był handel okaleczonymi pochodzącymi spoza Imperium), równocześnie cesarze obsadzali kastratami ważne stanowiska (np. Narses), by zapobiec dziedziczeniu tychże stanowisk.
W starożytności także chrześcijanie z grupy wyznaniowej walezjan dokonywali kastracji i odrzucali małżeństwo, ponieważ wierzyli, że męskie narządy płciowe przeszkadzają w zbliżeniu do ich Boga. Walezjan potępił sobór nicejski, który zakazał kastracji. Kastracja ponownie pojawiła się w chrześcijaństwie za sprawą rozwoju muzyki, szczególna popularność kastrowanych śpiewaków przypadła na okres od XVII do końca XIX wieku. Kastrowano chłopców w wieku 6−7 lat, dzięki czemu ich głos zachowywał barwę chłopięcą lub kobiecą, a praktykom tego typu poddawano ich często z inicjatywy rodziców, którzy chcieli w ten sposób zapewnić dziecku dostatniejsze życie. Jedynym tego typu śpiewakiem, którego głos zarejestrowano był Alessandro Moreschi. Wśród wyznawców prawosławia kastracja występowała u skopców, którzy od XVIII do początków XX wieku stosowali kastrację mężczyzn, a kobietom amputowali piersi i łechtaczki.
Koran zabraniał kastrowania wyznawców tej religii, ale zabiegowi temu muzułmanie często poddawali innowierców, szczególnie z Afryki i Azji Mniejszej, ale także okresowo Ukrainy. Kastraci bardzo często pełnili funkcję strażników haremów władców, nazywano ich eunuchami (od gr. eunuchos – strażnik łoża).
W Cesarstwie Chin kastraci zdarzali się bardzo często. W odróżnieniu od tradycji bliskowschodniej, w Chinach odcięte genitalia zamykano w skrzyneczce, którą kastrat musiał się opiekować przez całe życie, by po śmierci móc być pochowanym w całości. Tylko kastrat pochowany wraz z genitaliami ponownie stawał się mężczyzną. Do czasów współczesnych kastraci często występują w Indiach jako trzecia płeć. Grupa ta zajmuje się głównie żebractwem i prostytucją, ale według wierzeń ich obecność na ślubie gwarantuje małżonkom szczęście i potomstwo.
Kastrację stosowano też wobec osób homoseksualnych w ramach prób zmiany ich orientacji seksualnej.

## Medyczne skutki kastracji u ludzi
Wygląd kastratów zależał od wieku, w jakim dokonano zabiegu – jeśli stracili jądra młodo, pozostawali smukli, jeśli już po okresie dojrzewania – stawali się otyli. Eunuchowie żyją przeciętnie o 14 lat dłużej niż inni mężczyźni. Odsetek stulatków wśród eunuchów jest o 3% wyższy niż wśród innych mężczyzn.

## Prawo karne
Kodeks karny (1997) w art. 156 § 1 pkt 1 za spowodowanie ciężkiego uszczerbku na zdrowiu człowieka m.in. przez pozbawianie zdolności płodzenia grozi karą pozbawienia wolności od 3 lat. Działanie nieumyślne zagrożone jest pozbawieniem wolności do lat 3, spowodowanie śmierci w wyniku wspomnianego ciężkiego uszczerbku – od 5 lat albo dożywotnim pozbawieniem wolności.

## Kastracja u zwierząt

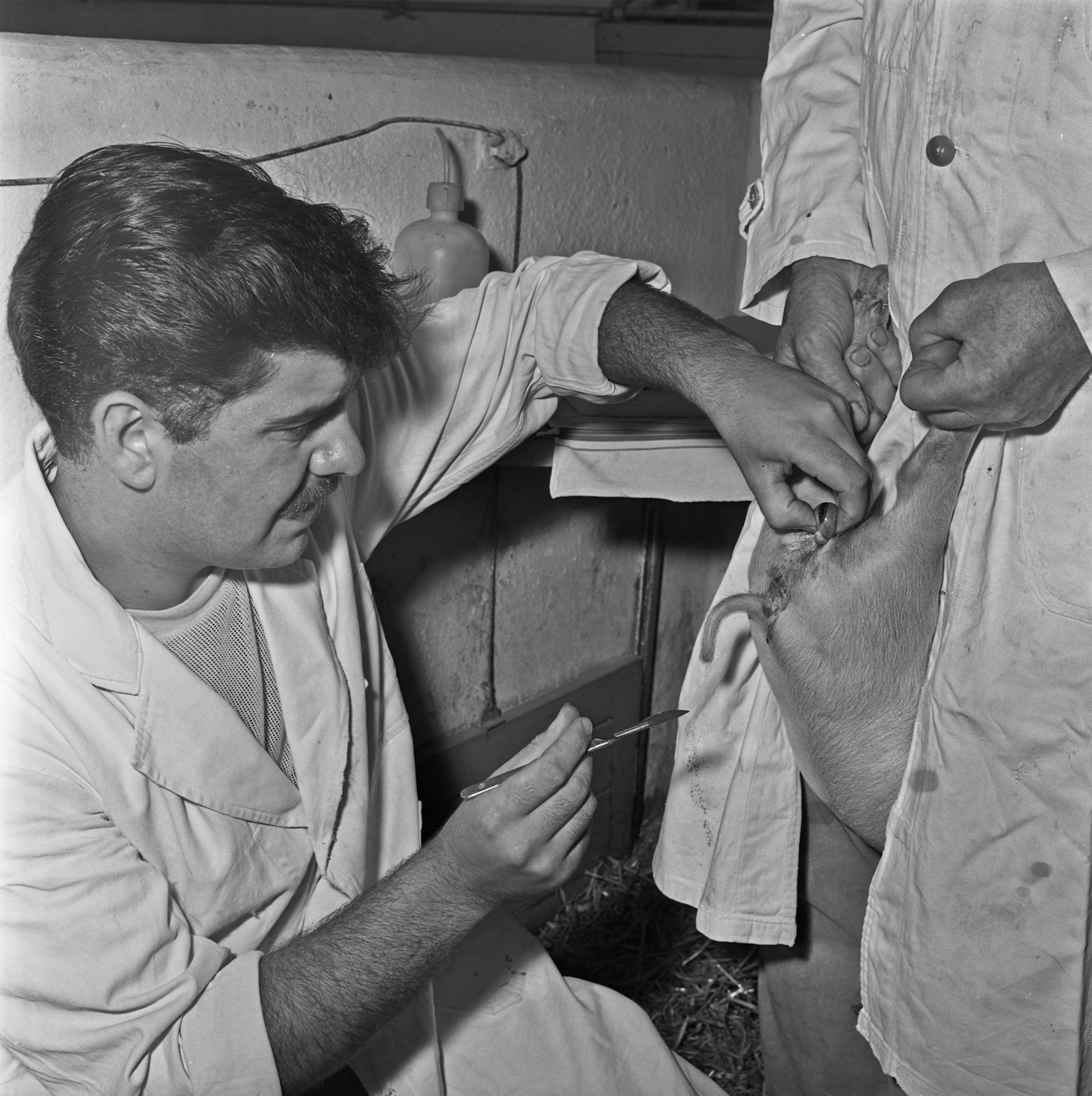
Kastracja prosięcia

Zabieg kastracji wykonuje się często u zwierząt przeznaczonych na tucz, aby zapobiec nabieraniu przez mięso charakterystycznego zapachu w czasie dojrzewania płciowego zwierząt:
- wół, wolec – kastrowany byk
- wieprz – kastrowany knur
- skop – kastrowany baran
- kapłon – kastrowany kogut – znaczenie historyczne
- wałach – kastrowany ogier
- skop – kastrowany kozioł (cap)

Jest to także rutynowy zabieg chirurgiczny wykonywany u psów i kotów w celu poprawy ich zdrowia (u kotek i suk kastracja zapobiega ropomaciczu i nowotworom narządów rodnych) oraz ograniczenia nadpopulacji i bezdomności zwierząt. Kastracja samic zwana jest potocznie sterylizacją.

## Kastracja chemiczna
Kastracją chemiczną nazywa się farmakologiczne obniżenie popędu przy pomocy anty-androgenów. Efekt mija po odstawieniu leków.